# 管道

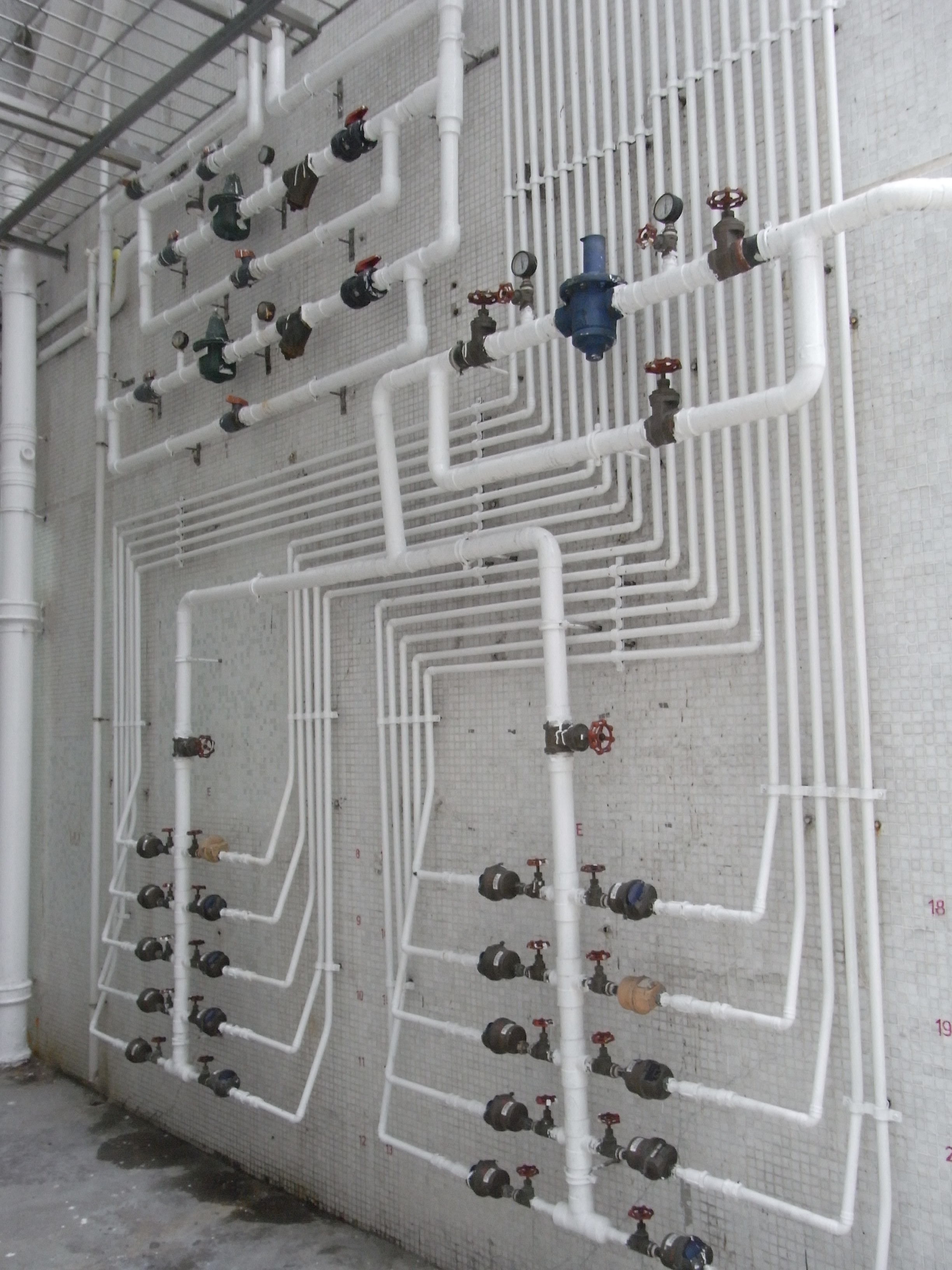
食水水管

水管是人造傳輸水的工具，可以用銅、不銹鋼及竹、玻璃、人造纖維、塑膠等材料做成。不漏水較理想。